# スビトロダルスク
スビトロダルスク (ウクライナ語: Світлодарськ; ロシア語: Светлодарск) は、ウクライナ東部ドネツィク州のバフムート地区の市である。2021年の推計による市の人口は11,281人。
工業都市であり、ヴフレヒルスク火力発電所のカンパニータウンとして建設された。
2014年の春に始まった ドンバス戦争では、市は分離派のドネツク人民共和国の最前線に近かった。紛争のため、住民の数は数千人に減少した。
2022年5月24日、ロシアのウクライナ侵攻中のドンバスの戦いの一環により市はロシア軍に制圧された。

## 人口統計
2001年のウクライナ国勢調査時での母語:
- ロシア語 – 75.0%
- ウクライナ語 – 24.6%
- ベラルーシ語 – 0.1%
- アルメニア語 – 0.1%